# Stewart Menzies

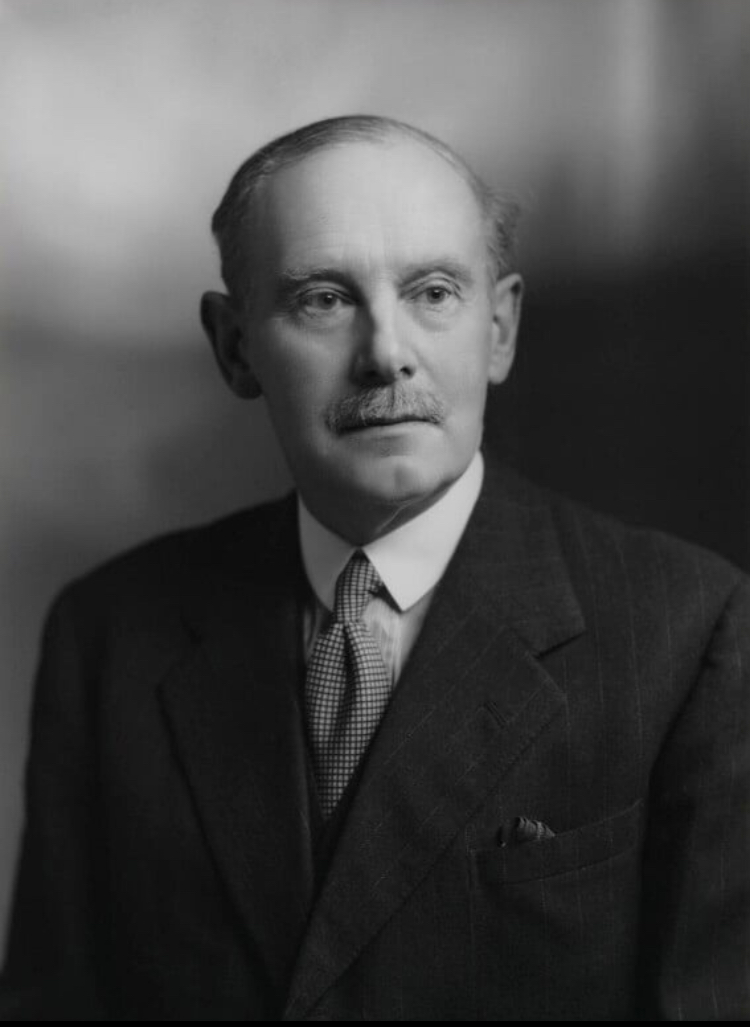
Stewart Graham Menzies (1953)

Sir Stewart Graham Menzies, KCB, KCMG, DSO, MC, (* 30. Januar 1890 in London; † 29. Mai 1968 ebenda; Deckname: „C“) war von 1939 bis 1952 Chef des britischen Auslandsgeheimdienstes (Secret Intelligence Service, SIS).

## Leben
Stewart wurde als zweiter Sohn von John Graham Menzies und Susannah West Wilson geboren. Die Familie war sehr wohlhabend, was hauptsächlich auf seinen Großvater Graham Menzies zurückging, der im späten 19. Jahrhundert in Edinburgh eine florierende Whisky-Destillerie betrieben hatte. Nach Abschluss seiner Ausbildung am Eton College im Jahr 1909 ging er zu den Grenadier Guards, einem Garderegiment des britischen Heers. Ein Jahr später wechselte er zu den Life Guards, also der Leibgarde der britischen Krone. Im Jahr 1913 wurde er zum Leutnant befördert und zugleich Adjutant.
Mit Ausbruch des Ersten Weltkriegs diente er in Frankreich und Belgien. Nachdem er im Oktober 1914 bei Zonnebeke in Flandern verwundet worden war, kämpfte er im November desselben Jahres in der ersten Flandernschlacht bei Ypern. Für seine erwiesene Tapferkeit wurde er am 14. November zum Hauptmann (Captain) befördert und mit dem Distinguished Service Order (deutsch Orden für hervorragenden Dienst) ausgezeichnet, den er am 2. Dezember aus der Hand von König George V persönlich erhielt. In der zweiten Flandernschlacht im Frühjahr 1915, bei der die deutschen Truppen erstmals Chlorgas als Waffe einsetzten, musste sein Regiment hohe Verluste hinnehmen. Auch Menzies erlitt schwere Gasverwundungen und wurde daraufhin ehrenhaft aus dem Kampfdienst entlassen. Er wechselte zur Spionageabwehr unter Feldmarschall Douglas Haig und wurde noch vor Ende des Krieges zum Major befördert.
Nach dem Krieg wechselte er zum MI6 und nahm als Mitglied der britischen Delegation an der Pariser Friedenskonferenz 1919 teil. Bald darauf wurde er zum Oberstleutnant (Lieutenant Colonel) befördert und Generalstabsoffizier. Nachdem Admiral Hugh Sinclair 1923 die Leitung des MI6 von Sir Mansfield Smith-Cumming übernommen hatte, machte er Menzies im Jahr 1929 zu seinem Stellvertreter unter gleichzeitiger Beförderung zum Obersten (Colonel). Nach dem Tod von Admiral Sinclair wurde Menzies sein Nachfolger als neuer Chef des MI6. Er erbte auch den Decknamen „C“, der traditionell dem Chef des Dienstes zustand.
Zu seinen Aufgaben gehörte mit Beginn des Zweiten Weltkriegs, neben dem weiteren Ausbau der Spionage und Spionageabwehr, die Überwachung der britischen Codebreaking-Aktivitäten im englischen Bletchley Park (B.P.). Dort wurde durch die Government Code and Cypher School G.C. & C.S. (deutsch etwa: „Staatliche Code- und Chiffrenschule“; auch genannt: Station X) der verschlüsselte Nachrichtenverkehr der deutschen Wehrmacht, insbesondere der Enigma-Funkverkehr, erfolgreich entziffert. Die so gewonnenen nachrichtendienstlichen Erkenntnisse wurden unter dem Decknamen Ultra gesammelt und verteilt. So erlangten die Alliierten einen wichtigen strategischen Vorteil im Krieg gegen die Deutschen mit erheblichen geschichtlichen Konsequenzen. So bezeichnete der Oberbefehlshaber der alliierten Streitkräfte General Dwight D. Eisenhower Ultra als „entscheidend“ für den Sieg, während der britische Premierminister Sir Winston Churchill sagte: „Es war Ultra zu verdanken, dass wir den Krieg gewonnen haben.“ Menzies hielt seinen Premierminister während des Krieges täglich auf dem Laufenden und sorgte auch dafür, dass das Personal dort kontinuierlich ausgebaut werden konnte, um mit den von den Deutschen immer wieder neu eingeführten kryptographischen Komplikationen Schritt halten zu können und die entscheidende Kontinuität der Entzifferung nicht zu verlieren. Gegen Ende des Krieges arbeiteten etwa zehntausend bis vierzehntausend Frauen und Männer in B.P. erfolgreich am Bruch der deutschen Verschlüsselungsmaschinen.
Im Januar 1944 wurde er zum Generalmajor befördert. Er arbeitete weiterhin mit den Special Operations Executive (SOE), einer britischen Sondereinsatztruppe, den British Security Coordination (BSC) sowie dem amerikanischen Office of Strategic Services (OSS), dem Amt für strategische Dienste, zusammen, hielt Kontakt zu den Freien Französischen Streitkräften um General de Gaulle und knüpfte mit Wissen von Churchill auch Kontakte zum deutschen Widerstand um Admiral Wilhelm Canaris.
Nach dem Krieg blieb er im Amt und bereitete den SIS auf seine neuen Aufgaben in Zusammenhang mit dem heraufziehenden Kalten Krieg vor. Dazu gehörte auch die Übernahme von großen Teilen der SOE. Nach insgesamt 43 ununterbrochenen Dienstjahren wurde er schließlich 1952 pensioniert und zog sich im Alter von 62 Jahren nach Bridges Court, nahe Luckington im ländlichen Südwesten Englands in der Grafschaft Wiltshire gelegen, zurück. Mit seiner Energie und Führungsstärke hat er einen wichtigen Beitrag zu den britischen Kriegsanstrengungen geleistet, die schließlich zum alliierten Sieg führten. Ein Indiz sind seine nahezu 1500 Besprechungen, die er während des Krieges mit Churchill hatte.
Er starb im Alter von 78 Jahren in seiner Geburtsstadt London und wurde in Luckington beerdigt.

## Filmische Rezeption
Die Rolle von Sir Stewart Menzies wird in unterschiedlichen Filmen verkörpert:
- 2014 in The Imitation Game – Ein streng geheimes Leben gespielt von Mark Strong.
- 2003 in Killing Hitler gespielt von Kenneth Cranham.
- 1977 in Philby, Burgess and Maclean gespielt von Richard Hurndall.